# Distretti dell'eSwatini

Distretti dell'eSwatini

I distretti (o regioni)  dell'eSwatini sono la suddivisione territoriale di primo livello del Paese e sono pari a 4. Ciascuno di essi si suddivide ulteriormente in tinkhundla, a loro volta suddivisi in imiphakatsi.

## Lista
| Localizzazione | Distretto               | Capoluogo | Popolazione (2007) | Superficie (Km²) |
| -------------- | ----------------------- | --------- | ------------------ | ---------------- |
|                | Distretto di Hhohho     | Mbabane   | 282 734            | 3 569            |
|                | Distretto di Lubombo    | Siteki    | 207 731            | 5 945            |
|                | Distretto di Manzini    | Manzini   | 319 530            | 4 070            |
|                | Distretto di Shiselweni | Nhlangano | 208 454            | 3 779            |